# خوان غارسيا أوليفر
حزقيال غارسيا أوليفر (بالإسبانية: Juan García Oliver)‏ هو نقابي وسياسي إسباني، ولد في 20 يناير 1901 في ريوس في إسبانيا، وتوفي في 17 يوليو 1980 في غوادالاخارا في المكسيك. انتخب وزير عدالة (4 نوفمبر 1936 – 16 مايو 1937).